# Haslach (Herrenberg)

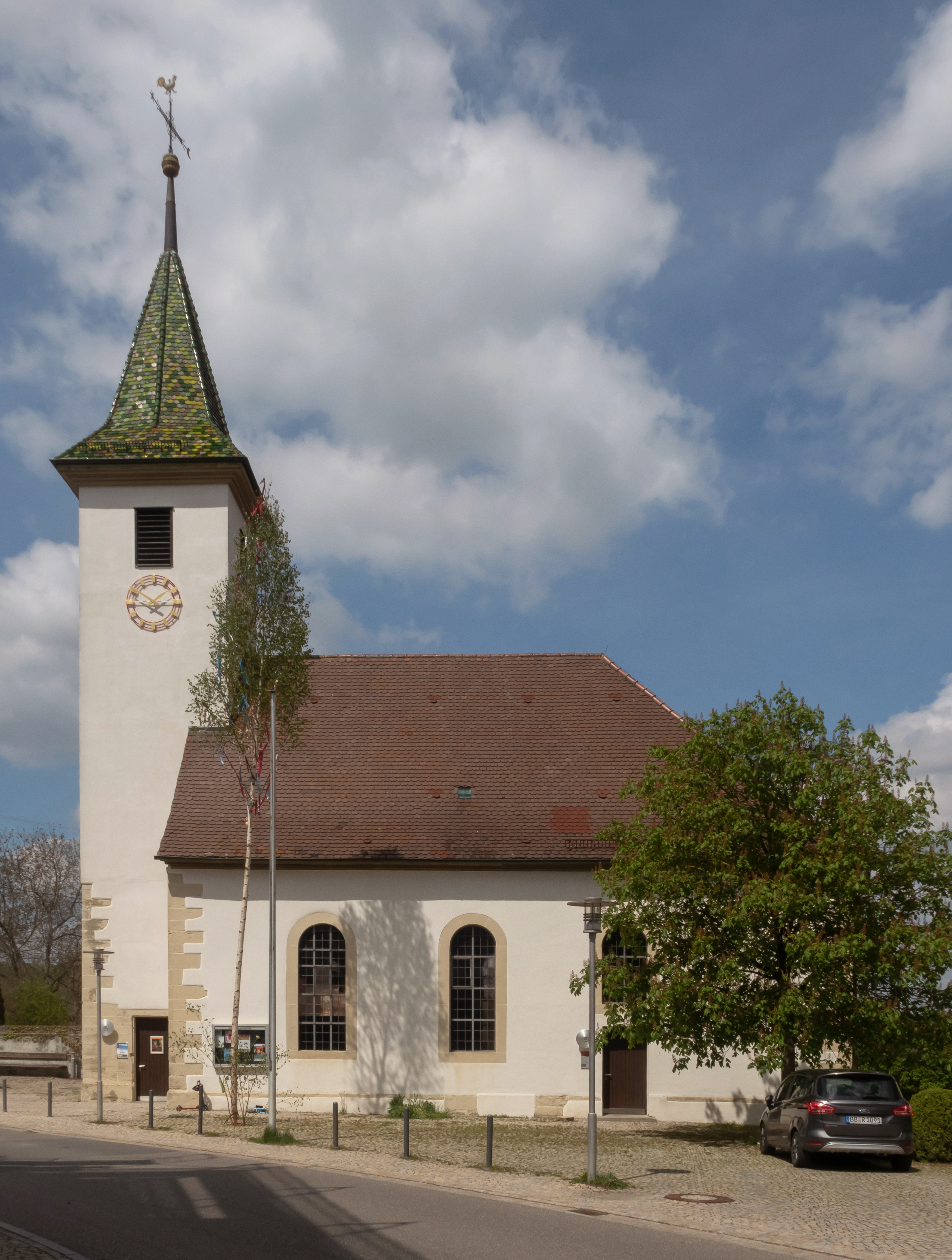
Jakobskirche

Die ehemalige Gemeinde Haslach ist durch die Gemeindereform in Baden-Württemberg seit 1971 einer von heute acht Stadtteilen Herrenbergs.

## Geographie
Haslach liegt im Korngäu, zwei Kilometer von Herrenberg entfernt, nahe der Autobahn A 81 Stuttgart–Singen. In der Mitte des Dorfes befindet sich die Grundschule. Direkt an den Dorfplatz grenzt die Jakobuskirche.

## Geschichte
Erstmals wurde Haslach in einer Schenkungsurkunde an das Kloster Lorsch im Jahr 775 erwähnt. Im 13. Jahrhundert hatte auch das Kloster Bebenhausen Besitz in Haslach. 1790 wurde die heutige evangelische Jakobuskirche als schlichter Saalbau mit Westturm nach Abriss des Vorgängerbaus errichtet. Der 1493 geschaffene spätgotische Flügelaltar befindet sich heute als "Haslacher Altar" im Württembergischen Landesmuseum in Stuttgart. Der Ort blieb bis in die jüngste Vergangenheit überwiegend landwirtschaftlich geprägt. Im Jahr 1906 siedelte sich mit dem heute noch betriebenen Steinbruch ein erster größerer Betrieb im Ort an. Im Steinbruch-Areal haben sich später noch wenige weitere Betriebe der Baubranche niedergelassen. Durch die Erschließung von Baugebieten hat sich die Einwohnerzahl von 1970 bis in die Gegenwart auf rund 1800 Einwohner nahezu verdoppelt. Am 1. Dezember 1971 kam Haslach zu Herrenberg.
Haslach ist heute überwiegend ein Wohnort für Pendler in die umliegenden Städte und Gemeinden.